# Whitianga Harbour

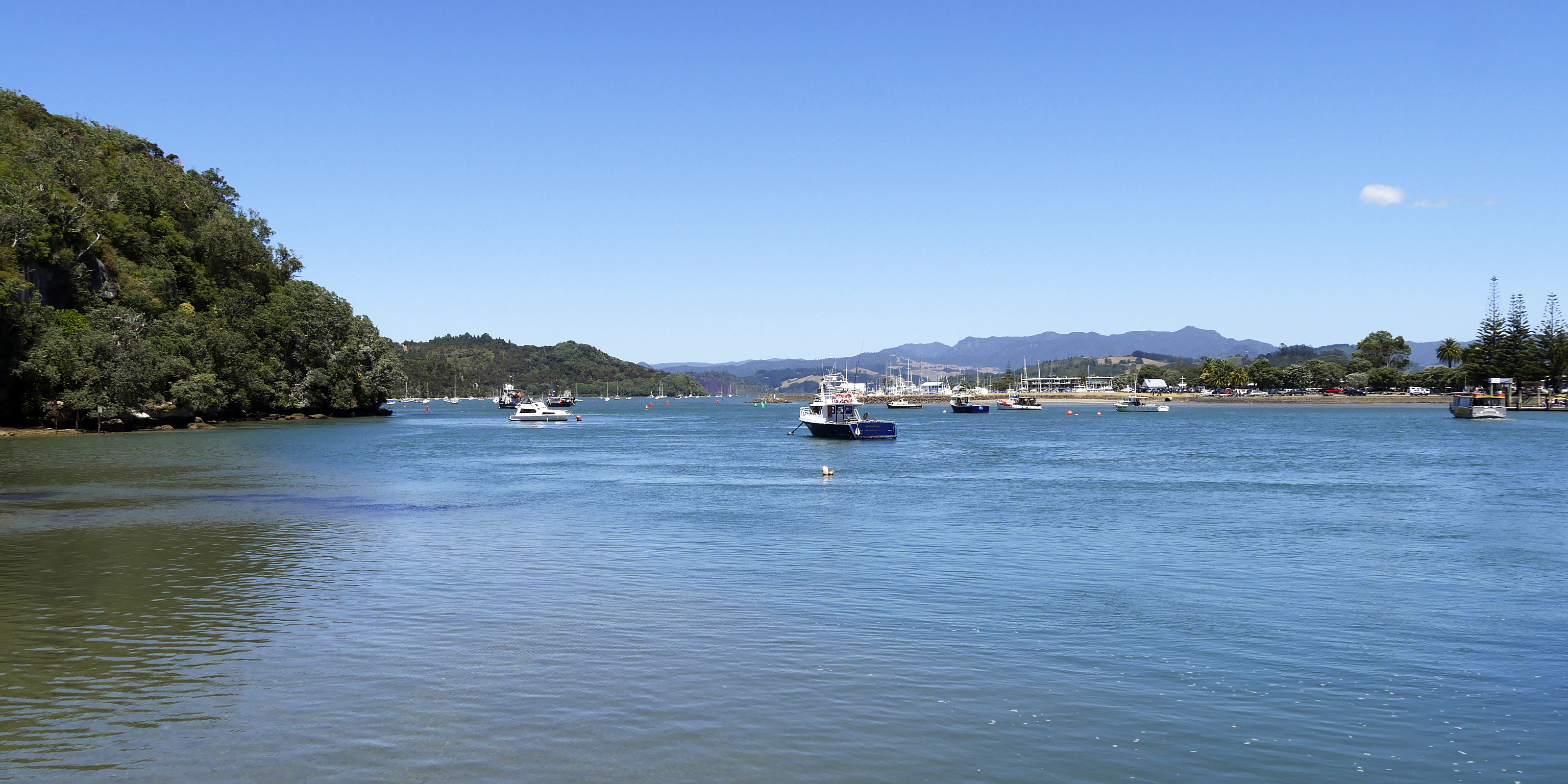
Whitianga Harbour, Blick von Ferry Landing aus nach Süden

Whitianga Harbour ist ein Naturhafen der Coromandel Peninsula auf der Nordinsel von Neuseeland.

## Geographie
Der Whitianga Harbour befindet sich an der Ostküste der Coromandel Peninsula mit Zugang zur Mercury Bay. Der Ort Whitianga liegt direkt am Hafeneingang und die Distriktverwaltungsstadt Thames, die rund 35 km südwestlich liegt sind, ist über den New Zealand State Highway 25, der direkt westlich am Naturhafen vorbeiführt, und über den New Zealand State Highway 25A zu erreichen. Das Gewässer zählt administrativ zum Thames-Coromandel District und zur Region Waikato.
Der Naturhafen besitzt eine Länge von rund 7,2 km und misst im nicht verlandeten Bereich maximal 1,44 km in der Breite. Der Eingang zum Naturhafen ist mit rund 115 m bezogen auf seine Größe recht schmal. Der untere Teil des Hafens ist mit Booten befahrbar, während der obere Bereich sowie die Nebenarme stark versandet und verlandet sind. Die Küstenlinie des Naturhafens erstreckt sich über 14,5 km.

## Neubaugebiet mit Kanälen
Im Westlichen Teil des Ortes Whitianga ist ein Neubaugebiet mit Kanälen entstanden, wo jedes Haus über einen eigenen Bootsanleger verfügt. Die Kanäle sind mit dem westlichen Nebenarm des Whitianga Harbour verbunden und haben damit Zugang zum schiffbaren Bereich des Hafens und zur Mercury Bay.

## Nutzung
Der Naturhafen wird zum Baden, Angeln und Wassersport genutzt.